# Балта-Верде
Балта-Верде (рум. Balta Verde) — село в Румынии, в составе жудеца Мехединци, историческая область Олтения. Административно входит в состав коммуны Гогошу.

## География
Село Балта-Верде расположено на юге Румынии, на расстоянии 32 километров к югу от административного центра жудеца, города Дробета-Турну-Северин, а также в 96 километрах от города Крайова и в 278 километрах западнее Бухареста.

## Население
Население Балта-Верде за последние 20 лет сократилось почти на треть, составляя в 2001 году 1314 жителей, и в 2021 году — 1060 человек. По национальному составу жители села — румыны.

## Галерея

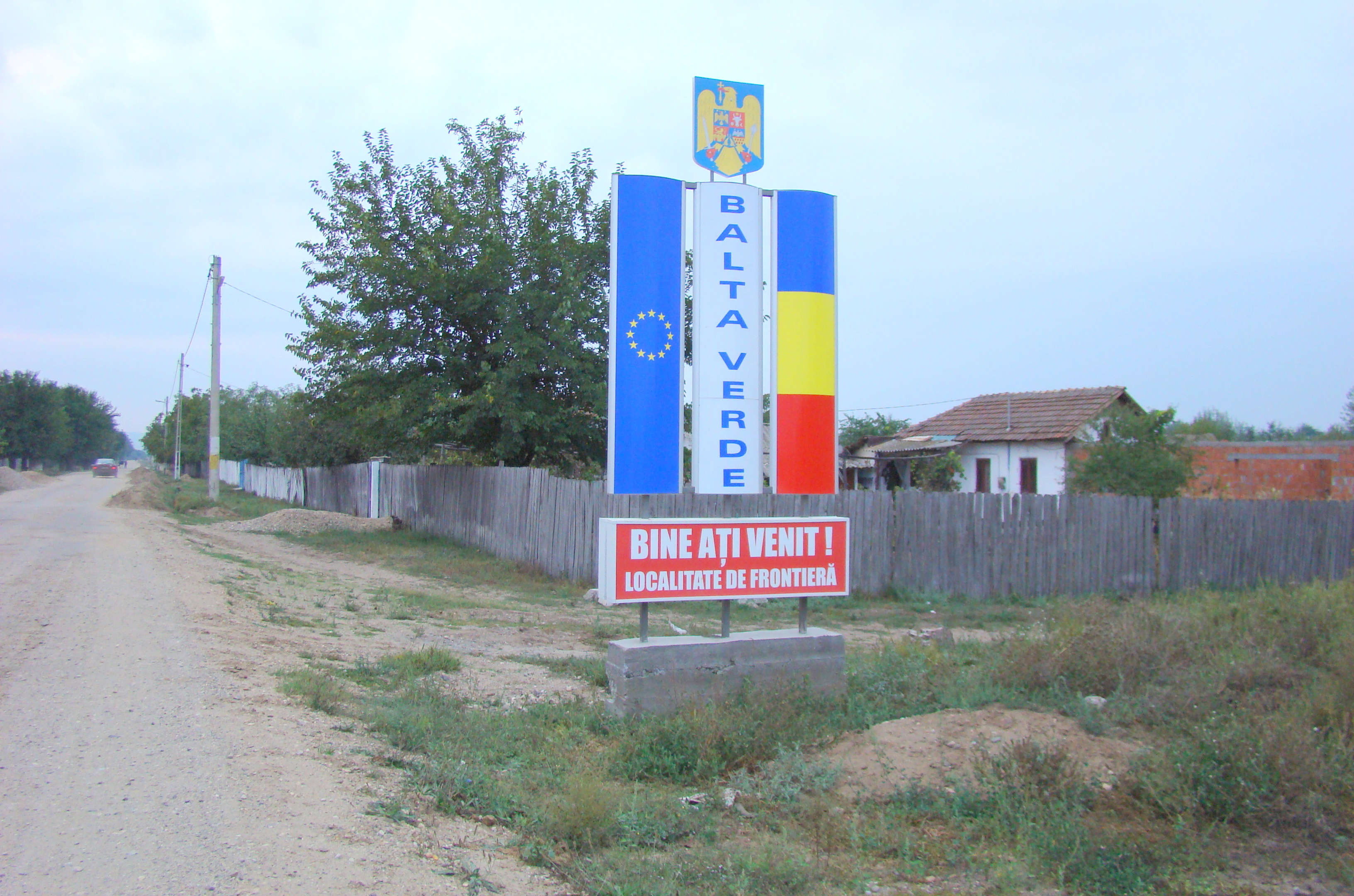
Въезд в село
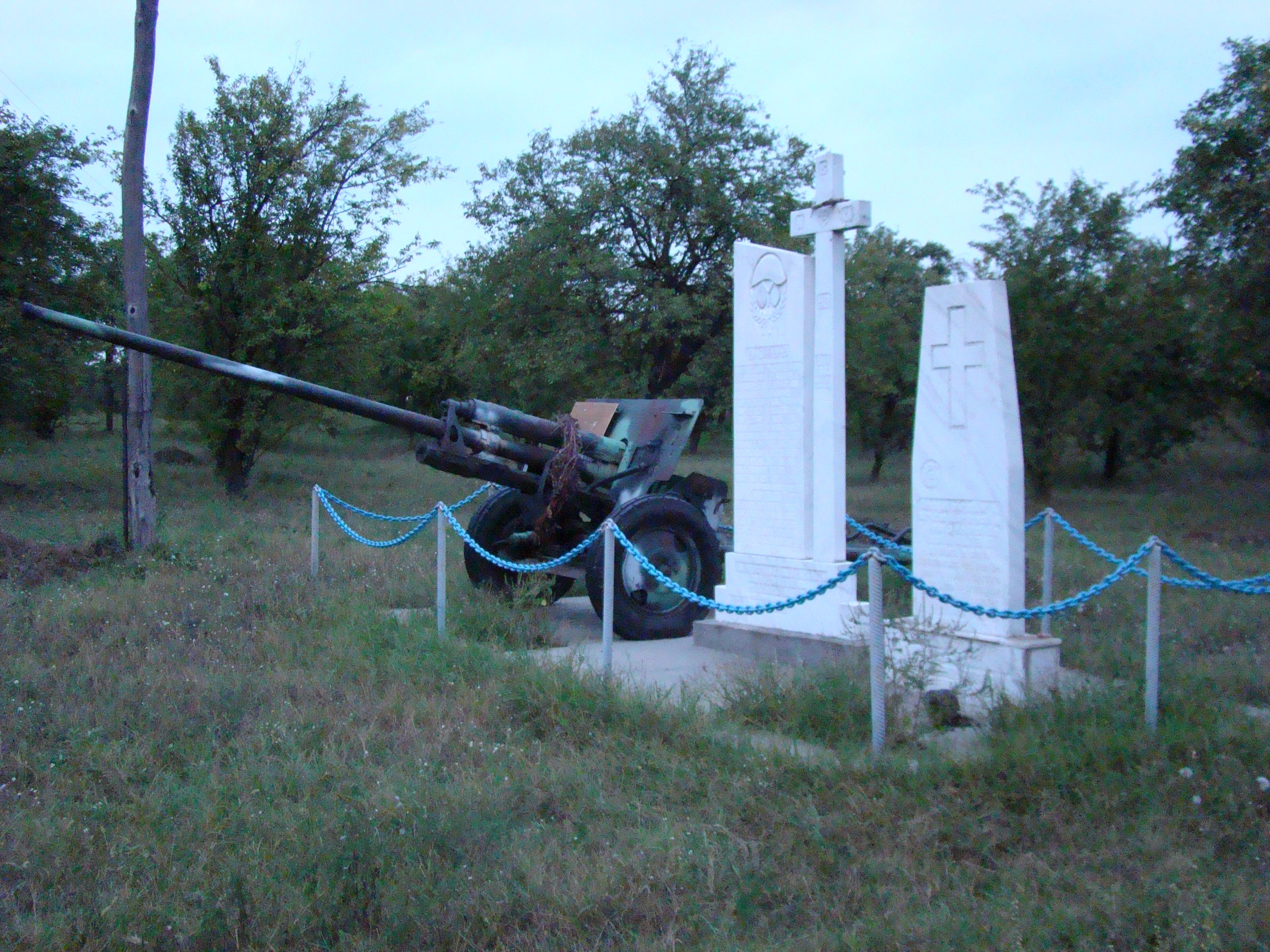
Военный монумент павшим во Второй мировой войне
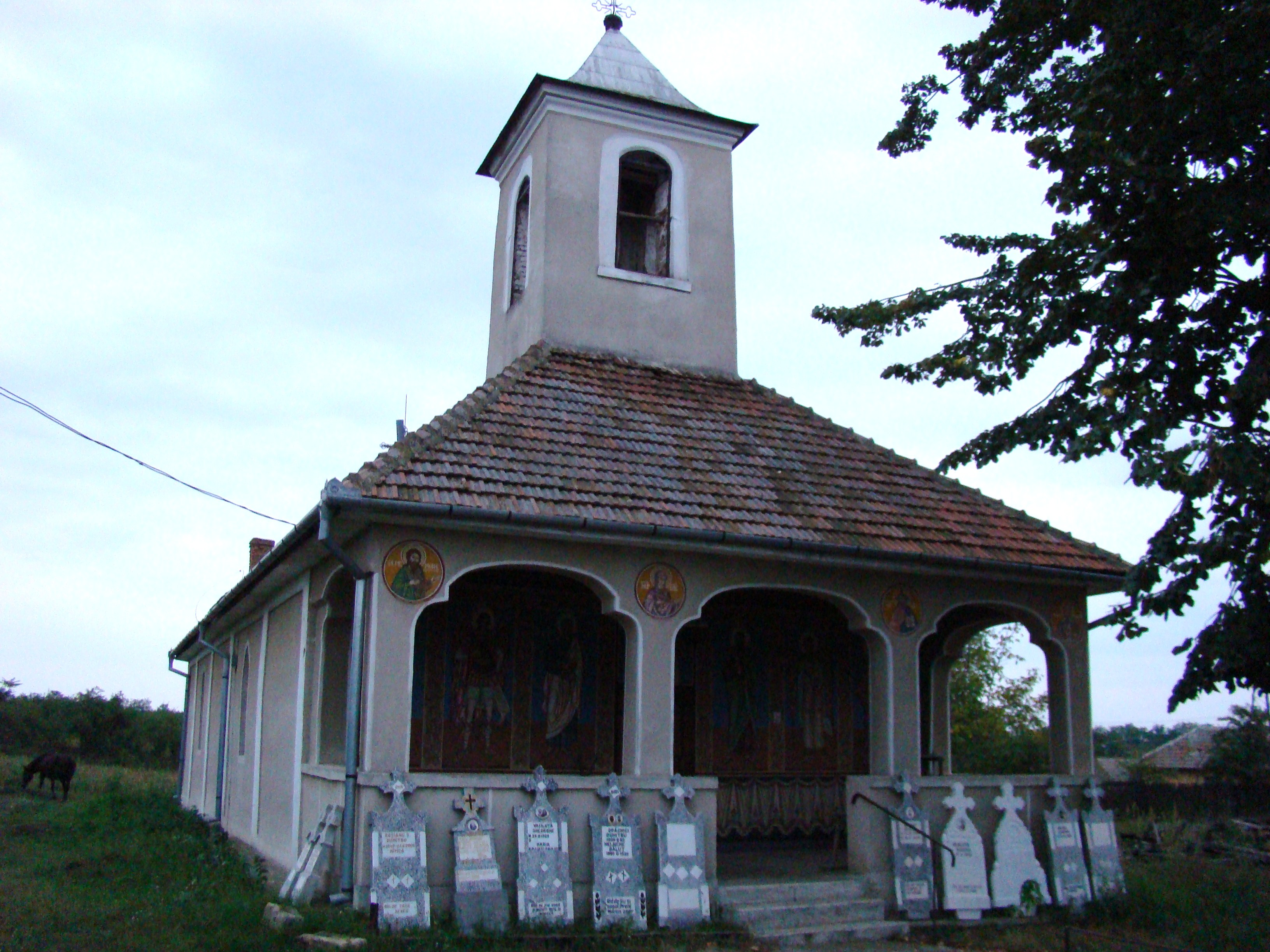
Местная православная церковь
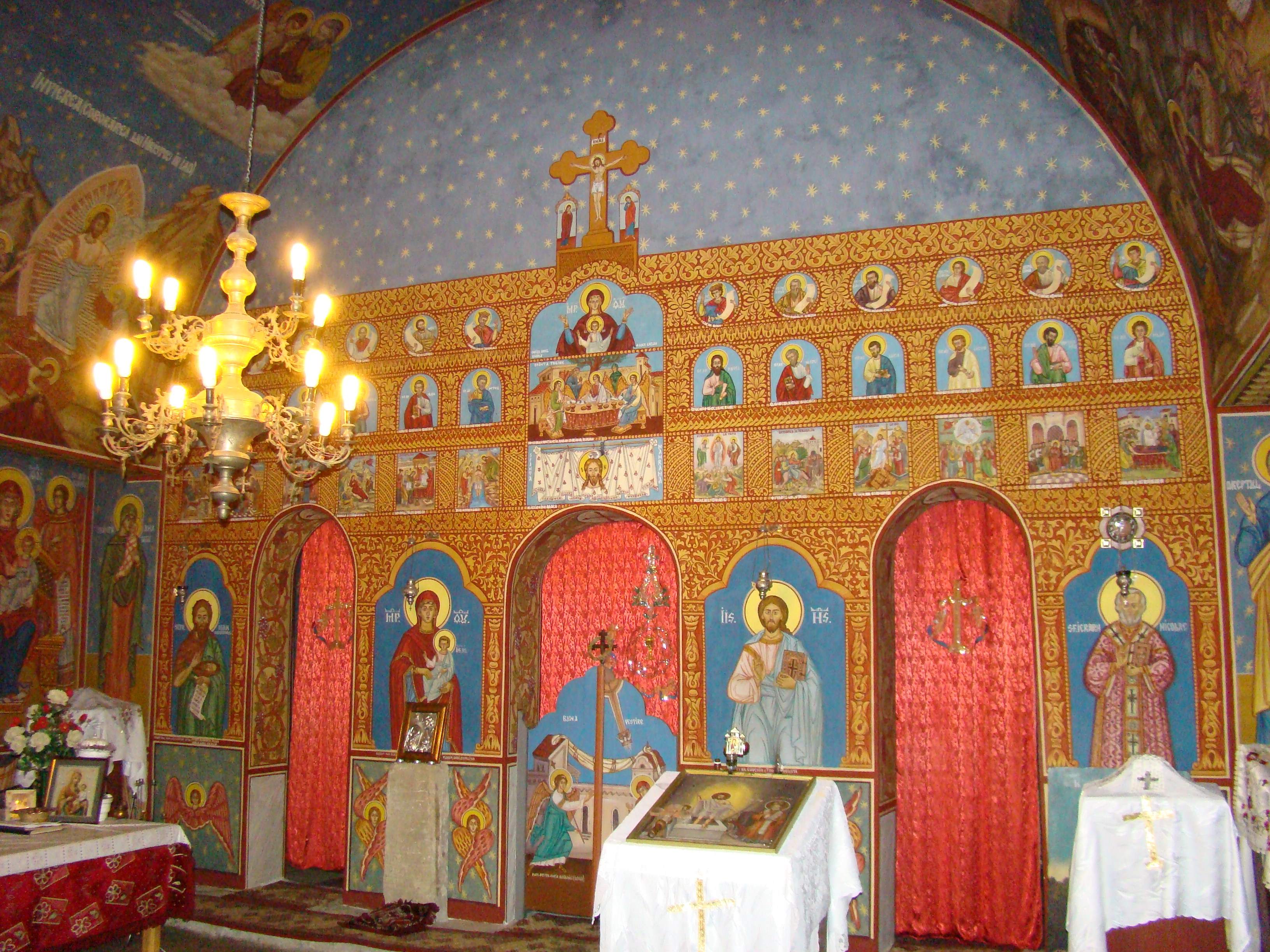
Внутреннее убранство церкви Балта-Верде
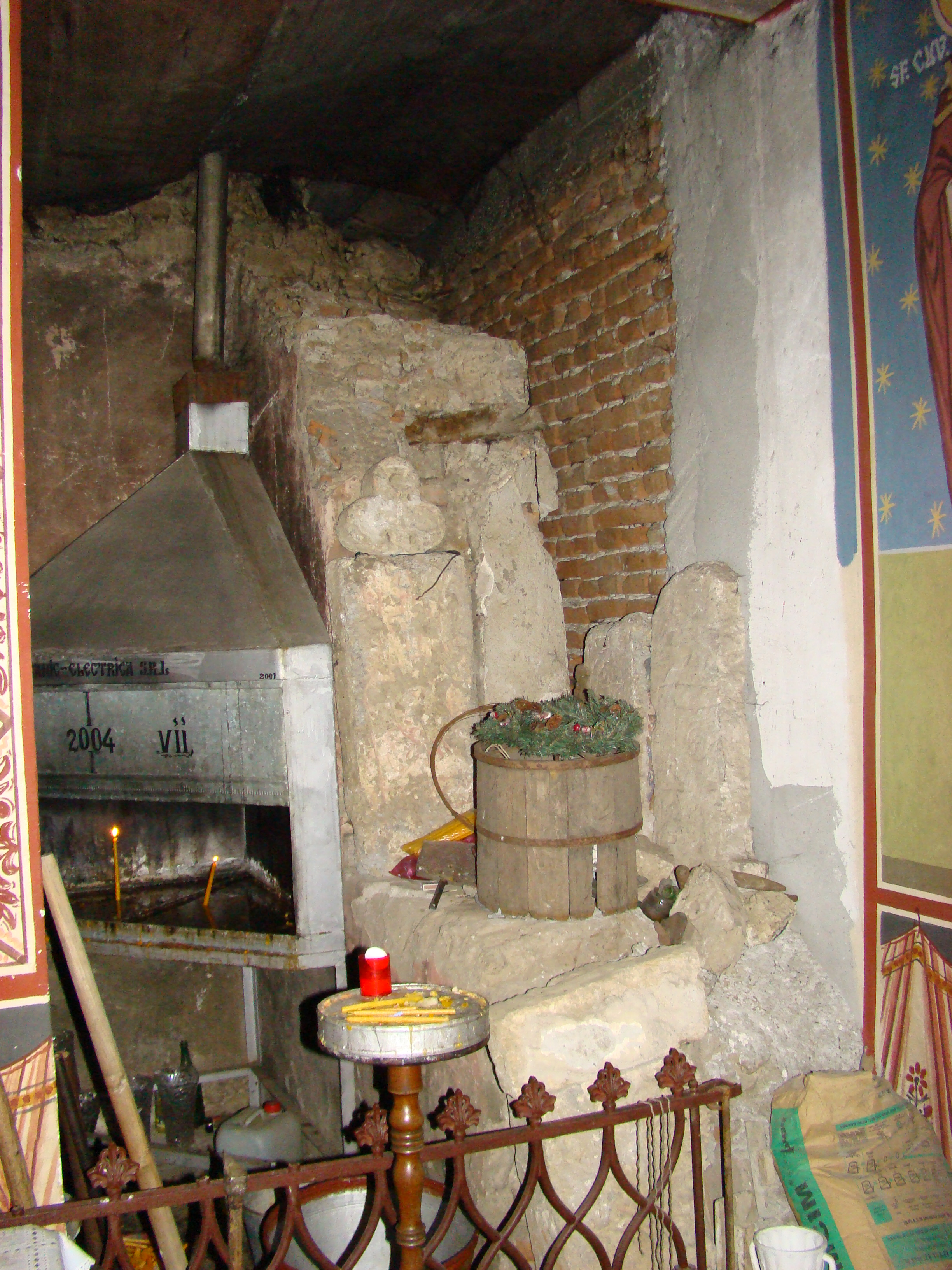
Крестьянское жилище и хозяйство